# Mario Chigi Albani della Rovere, VII principe di Farnese
Mario Chigi Albani della Rovere, VII principe di Farnese (Roma, 1º novembre 1832 – Roma, 4 novembre 1914), è stato un principe e militare italiano.

## Biografia

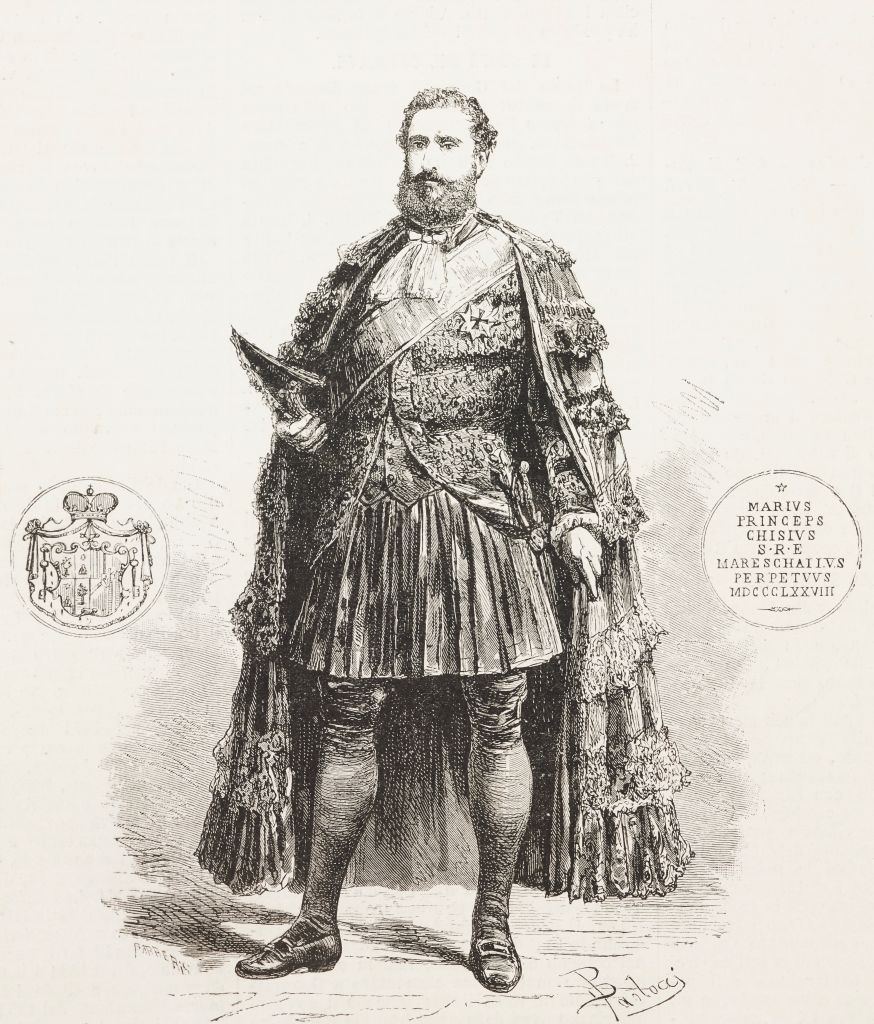
Il principe Mario Chigi Albani della Rovere nelle vesti di Maresciallo di Santa Romana Chiesa

Mario nacque a Roma il 1º novembre 1832, figlio di Sigismondo Chigi Albani della Rovere, VI principe di Farnese, e di sua madre, la principessa Leopoldina Doria Pamphilj Landi.
Discendente da una delle più nobili e illustri casate della Roma papale, Mario visse uno dei periodi più problematici per lo Stato Pontificio, col crollo dell'autorità papale e la perdita del possesso dello Stato Pontificio stesso da parte del governo della Chiesa. Questo fu uno dei fatti più tragici che mise in crisi molte famiglie nobili romane tra cui, appunto, quella dei Chigi, che già dalla fine del Settecento si trovava in situazione di dissesto economico (peggiorato ulteriormente nella prima metà dell'Ottocento), al punto che lo stesso Mario venne costretto a vendere alcune opere d'arte della collezione di famiglia, alcuni possedimenti terrieri e addirittura il grande Palazzo Chigi di Roma, nella centralissima Piazza Colonna, simbolo da secoli del potere e dell'influenza della famiglia. Si trasferì con tutta la famiglia a Villa Chigi sulla Via Salaria, alla periferia di Roma.
Quello che la famiglia aveva perduto in campo economico, Mario Chigi seppe ad ogni modo ritrovarlo in campo sociale con un matrimonio di grande importanza, quello con la principessa Antonietta di Sayn-Wittgenstein-Berleburg, nipote del generale tedesco naturalizzato russo Peter Wittgenstein, celebre per aver fermato a suo tempo Napoleone nel tentativo di invadere San Pietroburgo. Ella inoltre era figlia della contessa Leonilla Bariatinsky (1816-1918), appartenente ad una delle più importanti famiglie russe e cugina dello zar Alessandro II in quanto discendente dalla medesima casata dello zar Pietro III di Russia.
Mario entrò inoltre nel Sovrano Militare Ordine di Malta di cui fu cavaliere, divenendo dal 1877 sino al 1890 primo comandante del Corpo speciale volontario ausiliario dell'Esercito Italiano dell'Associazione dei cavalieri italiani del sovrano militare ordine di Malta. Fu inoltre primo presidente dell'Associazione dei cavalieri italiani del sovrano militare ordine di Malta dalla sua istituzione nel 1877 sino alla sua morte. All'epoca, tra 1876 e 1885, a reggere il Gran Priorato di Roma del Sovrano Militare Ordine di Malta era proprio il cardinale Flavio Chigi (1810-1885).
Morì a Roma il 4 novembre 1914.

## Matrimonio e figli
Mario sposò a Roma, la principessa Antonietta di Sayn-Wittgenstein-Berleburg, figlia del principe Ludovico Adolfo Federico di Sayn-Wittgenstein-Berleburg, e di sua moglie, la principessa Leonilla Ivanovna Barjatinskaja. Da questo matrimonio nacquero i seguenti figli:
- Agostino (1858 - 1896), celibe
- Leopoldina (1861 - 1874)
- Ludovico (1866 - 1951), suo erede ma anche Gran Maestro dell'Ordine di Malta, sposò Anna Aldobrandini
- Eleonora (1871 - 1962), sposò il marchese Enrico Incisa della Rocchetta
- Francesco (1881 - 1953), comandante della guardia nobile pontificia (1939-1953), sposò Maria Concetta Torlonia e poi Anna Maria Torlonia

## Albero genealogico
|                                                              |                                                   |                                                              | Genitori                                                   |  |  | Nonni |  |  | Bisnonni                                                 |  |  | Trisnonni                                               |  |
|                                                              |                                                   |                                                              |                                                            |  |  |       |  |  | Sigismondo Chigi della Rovere, IV principe di Campagnano |  |  | Agostino Chigi della Rovere, III principe di Campagnano |  |
|                                                              |                                                   |                                                              |                                                            |  |  |       |  |  | Sigismondo Chigi della Rovere, IV principe di Campagnano |  |  | Agostino Chigi della Rovere, III principe di Campagnano |  |
|                                                              |                                                   | Maria Giulia Albani                                          |                                                            |  |  |       |  |  | Sigismondo Chigi della Rovere, IV principe di Campagnano |  |  |                                                         |  |
| Agostino Chigi Albani della Rovere, V principe di Farnese    |                                                   |                                                              |                                                            |  |  |       |  |  | Sigismondo Chigi della Rovere, IV principe di Campagnano |  |  |                                                         |  |
|                                                              |                                                   | Flaminia Odescalchi                                          | Livio Odescalchi, II principe Odescalchi                   |  |  |       |  |  |                                                          |  |  |                                                         |  |
|                                                              |                                                   | Flaminia Odescalchi                                          | Livio Odescalchi, II principe Odescalchi                   |  |  |       |  |  |                                                          |  |  |                                                         |  |
|                                                              |                                                   | Flaminia Odescalchi                                          | Maria Vittoria Corsini                                     |  |  |       |  |  |                                                          |  |  |                                                         |  |
| Sigismondo Chigi Albani della Rovere, VI principe di Farnese |                                                   | Flaminia Odescalchi                                          |                                                            |  |  |       |  |  |                                                          |  |  |                                                         |  |
|                                                              |                                                   | Carlo Barberini Colonna di Sciarra, V principe di Palestrina | Giulio Cesare Colonna di Sciarra, V principe di Carbognano |  |  |       |  |  |                                                          |  |  |                                                         |  |
|                                                              |                                                   | Carlo Barberini Colonna di Sciarra, V principe di Palestrina | Giulio Cesare Colonna di Sciarra, V principe di Carbognano |  |  |       |  |  |                                                          |  |  |                                                         |  |
|                                                              |                                                   | Carlo Barberini Colonna di Sciarra, V principe di Palestrina | Cornelia Costanza Barberini, IV principessa di Palestrina  |  |  |       |  |  |                                                          |  |  |                                                         |  |
| Amalia Carlotta Barberini Colonna di Sciarra                 |                                                   | Carlo Barberini Colonna di Sciarra, V principe di Palestrina |                                                            |  |  |       |  |  |                                                          |  |  |                                                         |  |
|                                                              |                                                   | Giustina Borromeo Arese                                      | Renato III Borromeo Arese                                  |  |  |       |  |  |                                                          |  |  |                                                         |  |
|                                                              |                                                   | Giustina Borromeo Arese                                      | Renato III Borromeo Arese                                  |  |  |       |  |  |                                                          |  |  |                                                         |  |
|                                                              |                                                   | Giustina Borromeo Arese                                      | Marianna Erba Odescalchi                                   |  |  |       |  |  |                                                          |  |  |                                                         |  |
| Mario Chigi Albani della Rovere, VII principe di Farnese     |                                                   | Giustina Borromeo Arese                                      |                                                            |  |  |       |  |  |                                                          |  |  |                                                         |  |
|                                                              | Andrea Doria Landi Pamphili, IX principe di Melfi | Giovanni Andrea Doria Pamphilj, VIII principe di Melfi       |                                                            |  |  |       |  |  |                                                          |  |  |                                                         |  |
|                                                              | Andrea Doria Landi Pamphili, IX principe di Melfi | Giovanni Andrea Doria Pamphilj, VIII principe di Melfi       |                                                            |  |  |       |  |  |                                                          |  |  |                                                         |  |
|                                                              | Andrea Doria Landi Pamphili, IX principe di Melfi | Eleonora Carafa                                              |                                                            |  |  |       |  |  |                                                          |  |  |                                                         |  |
| Luigi Doria Pamphilj Landi, X principe di Melfi              | Andrea Doria Landi Pamphili, IX principe di Melfi |                                                              |                                                            |  |  |       |  |  |                                                          |  |  |                                                         |  |
|                                                              |                                                   | Leopolda di Savoia-Carignano                                 | Luigi Vittorio di Savoia-Carignano                         |  |  |       |  |  |                                                          |  |  |                                                         |  |
|                                                              |                                                   | Leopolda di Savoia-Carignano                                 | Luigi Vittorio di Savoia-Carignano                         |  |  |       |  |  |                                                          |  |  |                                                         |  |
|                                                              |                                                   | Leopolda di Savoia-Carignano                                 | Cristina Enrichetta d'Assia-Rheinfels-Rotenburg            |  |  |       |  |  |                                                          |  |  |                                                         |  |
| Leopoldina Doria Pamphilj Landi                              |                                                   | Leopolda di Savoia-Carignano                                 |                                                            |  |  |       |  |  |                                                          |  |  |                                                         |  |
|                                                              |                                                   | Domenico Orsini, principe di Solofra                         | Filippo Bernualdo Orsini, XVI duca di Gravina              |  |  |       |  |  |                                                          |  |  |                                                         |  |
|                                                              |                                                   | Domenico Orsini, principe di Solofra                         | Filippo Bernualdo Orsini, XVI duca di Gravina              |  |  |       |  |  |                                                          |  |  |                                                         |  |
|                                                              |                                                   | Domenico Orsini, principe di Solofra                         | Maria Teresa Caracciolo                                    |  |  |       |  |  |                                                          |  |  |                                                         |  |
| Teresa Orsini                                                |                                                   | Domenico Orsini, principe di Solofra                         |                                                            |  |  |       |  |  |                                                          |  |  |                                                         |  |
|                                                              |                                                   | Faustina Caracciolo                                          | Giuseppe Caracciolo, VI principe di Torella                |  |  |       |  |  |                                                          |  |  |                                                         |  |
|                                                              |                                                   | Faustina Caracciolo                                          | Giuseppe Caracciolo, VI principe di Torella                |  |  |       |  |  |                                                          |  |  |                                                         |  |
|                                                              |                                                   | Faustina Caracciolo                                          | Beatriz de Mendoza y Alarcón                               |  |  |       |  |  |                                                          |  |  |                                                         |  |
|                                                              |                                                   | Faustina Caracciolo                                          |                                                            |  |  |       |  |  |                                                          |  |  |                                                         |  |